# Arc vertebral
L'arc vertebral (o arc neural) és la part posterior d'una vèrtebra.
Consisteix d'un parell de pedicles i un parell de làmines i suporta set processos.
- quatre processos articulars
- dos processos transversals
- un procés espinós